# Melinaea cydon
Melinaea cydon är en fjärilsart som beskrevs av Frederick DuCane Godman och Osbert Salvin 1879. Melinaea cydon ingår i släktet Melinaea och familjen praktfjärilar. Inga underarter finns listade i Catalogue of Life.